# Fosfato dissódico
Fosfato dissódico ou hidrogenofosfato dissódico (Na2HPO4) é um sal na forma de pó branco que é altamente higroscópico e solúvel em água. É insolúvel em álcool. É também conhecido como hidrogeno-ortofosfato dissódico, hidrogenofosfato de sódio, ou ainda fosfato de sódio monoácido ou fosfato de sódio bibásico (ou dibásico). É comercialmente encontrado tanto como sal na forma anidra como na hidratada.
É utilizado na indústria alimentícia como agente tamponador, emulsificante, estabilizante, modificador de proteína, nutriente, suplemento mineral, regulador de pH e texturizador.
Fosfato dissódico contendo o isótopo fósforo-32 (Na2H32PO4) é utilizado para estudos de biodisponibilidade e perdas endógenas de fósforo em animais.